# ヨーゼフ・ルーファー
ヨーゼフ・ルーファー（Josef Rufer, *1893年 - †1985年）はオーストリア出身のドイツの音楽学者・音楽教師。楽譜の校訂や出版にも携わった。「私は12音技法で今後100年ドイツ音楽の優位が保証されると思う」とシェーンベルクから聞かされた弟子ないしは友人としてしばしば言及される。

## 略歴
ウィーン出身。1919年よりアレクサンダー・フォン・ツェムリンスキーやアルノルト・シェーンベルク、アルバン・ベルクに師事。1925年から1933年までベルリン芸術アカデミーにおいてシェーンベルクの助手を務める。さらに音楽理論を指導し、音楽評論家として健筆をふるった。
1956年よりベルリン芸術大学において十二音技法の講師となり、ダルムシュタット夏季現代音楽講習会において講座を開いた。また、シェーンベルクの遺作を目録化し、シェーンベルク作品全集を監修した。門人に、クロード・バリフ、ギゼルヘア・クレーベ、ハンス・オイゲン・フリッシュクネヒト、ローラント・カイン、ベルンハルト・クロル、ハンス・ウェルナー・ヘンツェ、尹伊桑、石井真木がいる。

## 著作
- Das Werk Arnold Schönbergs
- Die Komposition mit zwölf Tönen
- Bekenntnisse und Erkenntnisse. Komponisten über ihr Werk., ISBN 3-44233-055-6
- Musiker über Musik

## 参考書籍
- Peter Gradenwitz, Nuria Nono-Schönberg Arnold Schönberg und seine Meisterschüler – Berlin 1925-1933., Wien 1998, Zsolnay Verlag, ISBN 3-55204-899-5